# ذا باتريوت (فلم)
ذا باتريوت أو الوطني (بالإنجليزية:The Patriot) ، هو فيلم حرب أمريكي أنتج عام 2000، يتحدث عن قصة خيالية حدثت خلال حرب الإستقلال الأمريكية، وهو من إخراج المخرج العالمي رولان إيميريش وسيناريو روبرت رودات، ومن بطولة الممثل المعروف ميل غيبسون.

## وصلات خارجية
- مقالات تستعمل روابط فنية بلا صلة مع ويكي بيانات
- Government info on Southern Campaign, Banastre Tarleton and Benjamin Martin
- The Patriot: Extended Cut Blu-ray Disc Review at HD Report